# Nagy Tibor (labdarúgó, 1991)
Nagy Tibor (Nyíregyháza, 1991. augusztus 14. –) magyar labdarúgó, és történelem tanár.

## Pályafutása
A labdarúgás alapjait Debrecenben tanulta meg. 2007-ben az  MTK utánpótlásához került. Végigjárta a korosztályos csapatokat, és miután a 2011–2012-es évadot a Szigetszentmiklósi TK-nál töltötte kölcsönben, bekerült az MTK felnőtt keretébe. Az NB I-ben 2012. augusztus 31-én mutatkozott be a Budapest Honvéd elleni, idegenben megnyert bajnokin. A kék-fehérek 2015-ben kölcsönadták az Újpestnek, majd egy év után a lila-fehérek végleg megszerezték. 2017. február 8-án a Diósgyőri VTK szerződtette.